# كوسلادا
كوسلادا (بالإنجليزية: Coslada)‏ هي بلدية ومدينة في منطقة الحكم الذاتي وتقع في منطقة مدريد في وسط إسبانيا. تبلغ مساحة هذه المدينة 12 (كم²)، ويبلغ عدد سكانها 91861 نسمة حسب إحصاء سنة 2011 م.

## توأمة
لكوسلادا اتفاقيات توأمة مع كل من:
- أوراديا (2005 - )
- سان خوسيه دي لاس لاخاس [الإنجليزية]‏
- Nejapa [الإنجليزية]‏
- جنين
- مجيك

## أعلام
- لورا كيفيدو

## وصلات خارجية
- الموقع الرسمي